# Pietralba (Ajaccio)
Pour les articles homonymes, voir Pietralba (homonymie).

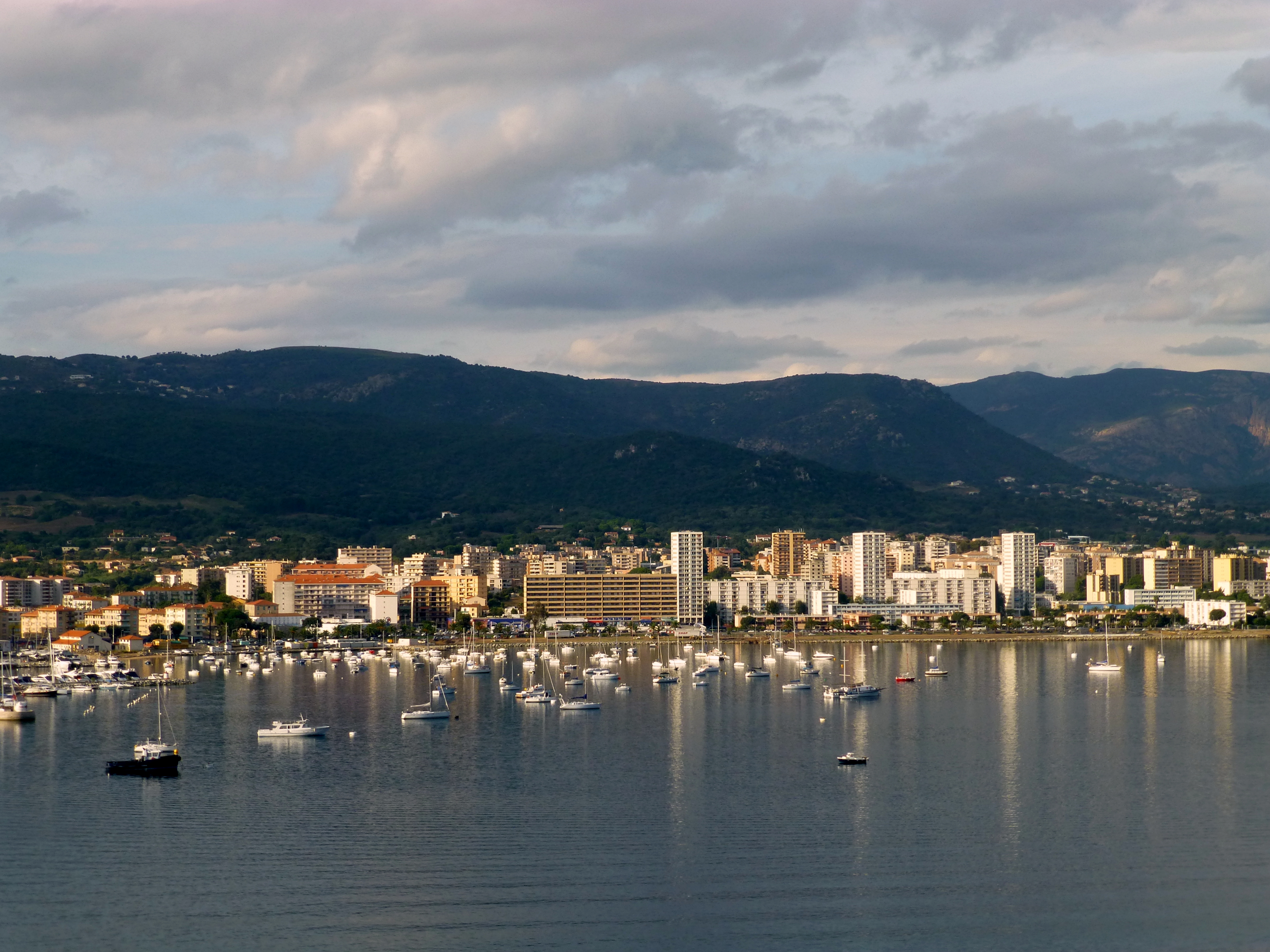
Le quartier de Pietralba

Pietralba est un quartier d'Ajaccio, situé au nord-est de la ville, composé d'habitats sociaux. Il compte environ 4 000 habitants.
L'Office public de l'habitat Corse a engagé en 2020 une opération importante de rénovation des immeubles de logements sociaux les plus anciens.